# 恋人ごっこ
『恋人ごっこ』（こいびとごっこ）は、日本のバンド・マカロニえんぴつのインディーズ1作目の配信限定シングルである。

## 概要
本作品は“マカロニえんぴつ×Honda”のスペシャルコラボ「バイクに乗っちゃう？MUSIC FES.」のタイアップソングとしてリリースされた。
1/12(日)マイナビBLITZ公演のアンコールでも披露され、ファンの中でも話題となっていた楽曲。
2020年12月3日にはSpotifyまとめとSpotify PremiumのCMソングとしてこの曲が使われることが発表された。
同年12月25日にはミュージックステーション ウルトラSUPER LIVEに出演し、この曲を披露した。

## 収録曲
1. 恋人ごっこ
作詞：はっとり
作曲：はっとり

## タイアップ
| 曲順 | 曲名       | タイアップ                              |
| ---- | ---------- | --------------------------------------- |
| #1   | 恋人ごっこ | Honda『バイクに乗っちゃう？MUSIC FES.』 |
| #1   | 恋人ごっこ | Spotify テレビCMソング                  |